# Prirodoslovni muzej
Prirodoslovni muzej znanstvena je institucija s prirodopisnim zbirkama koja uključuje trenutačne i povijesne zapise o životinjama, biljkama, gljivama, ekosustavima, paleontologiji, itd.
Glavna uloga prirodnoslovnoga muzeja je pružiti znanstvenoj zajednici uzorke trenutačnih i povijesnih vrsta za njihovo istraživanje s ciljem poboljšanja našega razumijevanja prirodnoga svijeta. Neki muzeji imaju javne izložbe za dijeljenje ljepote i čudesa prirodnoga svijeta s javnošću; oni se nazivaju „javnim muzejima“. Neki muzeji osim svojih primarnih zbirki sadrže i neprirodopisne zbirke, uglavnom povijesne, umjetničke ili znanstvene tematike.
Renesansni kabineta čudesa bile su privatne zbirke koje su obično uključivale egzotične primjerke prirodopisa, ponekad lažne, s drugim vrstama predmeta. Prvi prirodoslovni muzej moguće je bio onaj Conrada Gessnera, osnovan u Zürichu sredinom 16. stoljeća. Muséum national d'histoire naturelle osnovan u Parizu 1635. godine je bio prvi muzej koji je poprimio današnji oblik prirodoslovnoga muzeja. Rani prirodoslovni muzeji nudili su ograničenu dostupnost jer su uglavnom bili privatne zbirke ili u vlasništvu znanstvenih društava. Ashmolean Museum, otvoren 1863. godine, bio je prvi prirodoslovni muzej otvoren za javnost.
Liga naroda održala je 1934. godine u Madridu prvi Međunarodni muzeografski kongres (engleski: International Museography Congress). U Madridu je od 10. do 15. svibnja 1992. godine također održan prvi svjetski kongres o sačuvanju i održavanju prirodoslovnih zbirki (engleski: First World Congress on the Preservation and Conservation of Natural History Collections).

## Prirodoslovni muzej u Hrvatskoj
- Hrvatski prirodoslovni muzej
- Prirodoslovni muzej i zoološki vrt grada Splita
- Prirodoslovni muzej Rijeka
- Prirodoslovni muzej Metković